# Cecília Marín Gratacós
Cecília Marín Gratacós (Banyoles, 16 de juliol de 1903 – Barcelona, 13 de juliol de 1959) fou una metgessa banyolina.
Marín va ser la primera dona gironina a obtenir el títol de Medicina í també la primera dona inscrita en l'Organisme Professional de Metges. Per aquest motiu, els seus companys i amics sovint l'anomenaven «la nostra Trótula». La seva vocació sempre va ser molt intensa i per aquesta raó, a Girona, els companys professionals de Marín en feien broma, atribuint aquesta vocació a la seva identificació amb les goges benèfiques de les Estunes, que apartaven els homes del Mal.
Marín nasqué en el si d'una família molt coneguda a Banyoles; el seu pare era conservador del Museu Darder. Marín va desenvolupar la seva vocació a causa de l'admiració que sentia per la seva tia, la doctora Montserrat Bobé, una de les primeres metgesses catalanes. Va estudiar al col·legi de la vila i va fer el batxillerat a Girona, a les Escolàpies i a l'Institut General i Tècnic. El 1921 va obtenir el Grau de Batxiller, el curs 1922-23 es va matricular a la Facultat de Medicina a la Universitat de Barcelona i obtingué Matricula d'Honor. Va acabar la carrera el 1928 i va rebre el títol l'any següent, 1929.
Va exercir la seva professió principalment a Barcelona, especialitzant-se en ginecologia i pediatria. Va començar a treballar en el Centre de Puericultura de Can Tunis i va ser nomenada metgessa ajudant de la Clínica Mèdica de la Facultat. També exercia a Girona, on va obrir un consultori al carrer Nou, que atenia alguns dies per setmana. A les seves consultes alleugerí força pacients amb dificultats per tenir descendència, quasi obligada a l'època, sobretot en cases benestants. Aquesta tasca d'ajuda en la fertilitat va ser la causa per la qual va rebre més gratificacions. Per primera vegada a Catalunya, realitza una fertilització artificial i se la considera pionera en la pràctica de la fecundació artificial a Catalunya.
El 1934, junt amb el seu marit, el metge i bacteriòleg barceloní Antoni Valls, va investigar l'epidèmia estreptocòccia registrada a Catalunya entre 1929 i 1933. Gràcies a aquest treball va rebre la Medalla d'Or de la Reial Acadèmia de Medicina de Barcelona i va poder ingressar en aquesta institució. Altres dels seus treballs destacats versaven sobre les proves tècniques analítiques per al diagnòstic de l'embaràs i sobre les relacions de la flora vaginal amb el pH del medi i amb les carències alimentàries.
Amb l'esclat de la Guerra Civil, Marín i el seu marit varen ser denunciats de voler enverinar les aigües de Barcelona, una acusació que al 1938 comportà depuració i engarjolament per a tots dos. Cecília Marín va patir set mesos de captivitat a la presó de dones de les Corts. La seva salut va quedar tan afectada que va haver d'abandonar la pràctica de la medicina. Tot i així, amb la salut molt afeblida, durant els primers anys de la postguerra encara va treballar per a les institucions sanitàries alemanyes a Barcelona i va instituir les revisions periòdiques –una tasca pionera– al Col·legi Alemany de Barcelona.
Va morir el juliol del 1959 i va ser enterrada al cementiri de Sant Genis dels Agudells, a Barcelona.

## Reconeixement i memòria
La Reial Acadèmia de Medicina va crear el «Premi Cecília Marín» per tal de reconèixer la trajectòria professional de metges i metgesses.
Des de 2003, un dels carrers de Banyoles porta el seu nom, el carrer de Cecília Marín i Gratacós.